# اندی د بون
اندی د بون (انگلیسی: Andy De Bont؛ زادهٔ ۷ فوریهٔ ۱۹۷۴) بازیکن فوتبال اهل بریتانیا است.
از باشگاه‌هایی که در آن بازی کرده‌است می‌توان به باشگاه فوتبال ولورهمپتون واندررز، باشگاه فوتبال هارتل پول یونایتد، و باشگاه فوتبال هرفورد یونایتد اشاره کرد.